# Saint-Vincent-des-Bois
 Saint-Vincent-des-Bois  là một xã của tỉnh Eure, thuộc vùng Normandie, miền bắc nước Pháp.